# Francis Higbee Case
Francis Higbee Case (ur. 9 grudnia 1896 w Everly, Iowa, zm. 22 czerwca 1962 w Bethesda, Maryland) – amerykański polityk ze stanu Dakota Południowa związany z Partią Republikańską.
W latach 1937–1951 przez siedem dwuletnich kadencji Kongresu Stanów Zjednoczonych był przedstawicielem drugiego okręgu wyborczego w stanie Dakota Południowa w Izbie Reprezentantów Stanów Zjednoczonych.
W 1950 roku został wybrany do Senatu Stanów Zjednoczonych jako przedstawiciel stanu Dakota Południowa. Funkcję tę pełnił od 3 stycznia 1951 roku aż do śmierci 22 czerwca 1962 roku.